# Venus de Savignano

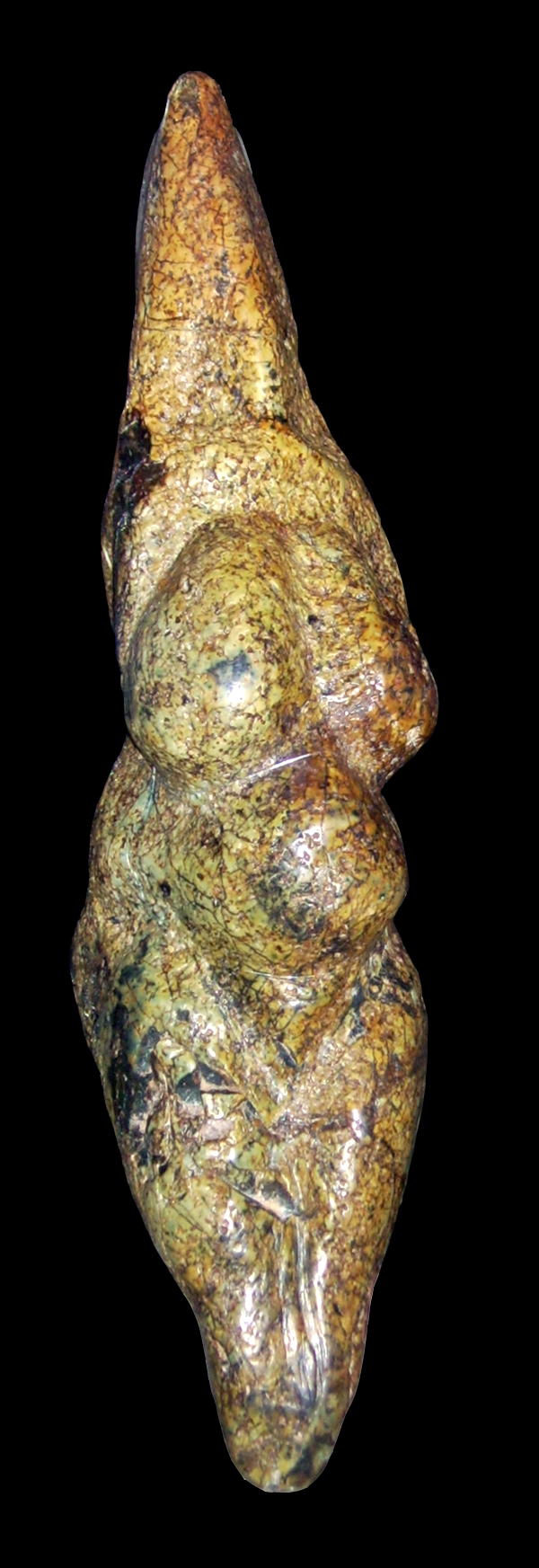
Venus de Savignano, vista de frente.

La Venus de Savignano es una estatuilla italiana de esteatita datada en el Paleolítico Superior, hecha de serpentina. Descubierta en 1925, en Savignano sul Panaro, Italia.
Con 22,5 cm de altura, 4,8 cm de ancho y 5,2 cm de profundidad, y con un peso de 586,5 g, es una de las Venus más grandes conocidas entre las aproximadamente 190 que datan del Paleolítico superior en Europa y Siberia. Con una datación propuesta de hacia 25.000-20.000 a. C., se considera una de las primeras expresiones de arte en Italia.

## Descubrimiento y contexto arqueológico
La venus de Savignano fue descubierta en 1925 durante los trabajos de construcción de un edificio en la villa de Savignano sul Panaro, en la provincia de Módena (Italia). Casualmente cayó en manos del escultor Giuseppe Craziossi, padre del reputado especialista en arte paleolítico, Paolo Graziosi, quien se dio cuenta, inmediatamente, de su enorme interés, y la compró para donarla al Museo Pigorini.
La figurita se encontraba a un metro de profundidad, en depósitos aluviales carentes de contexto arqueológico. Por esta razón, su datación fue objeto de duras controversias: algunos la situaban en el Neolítico, ya que en la época muchos académicos no reconocían un Paleolítico Superior italiano, optando por una transición directa del Musteriense al Neolítico; sin embargo análisis posteriores en 1935 concluyeron que había que incluirla en el Paleolítico Superior, tomando como base las comparaciones estilísticas con otras venus conocidas. En concreto con las de Balzi Rossi. En efecto, esta escultura presenta importantes similitudes con las venus de silueta losángica gravetienses, cuyas industrias han sido descubiertas en los alrededores.

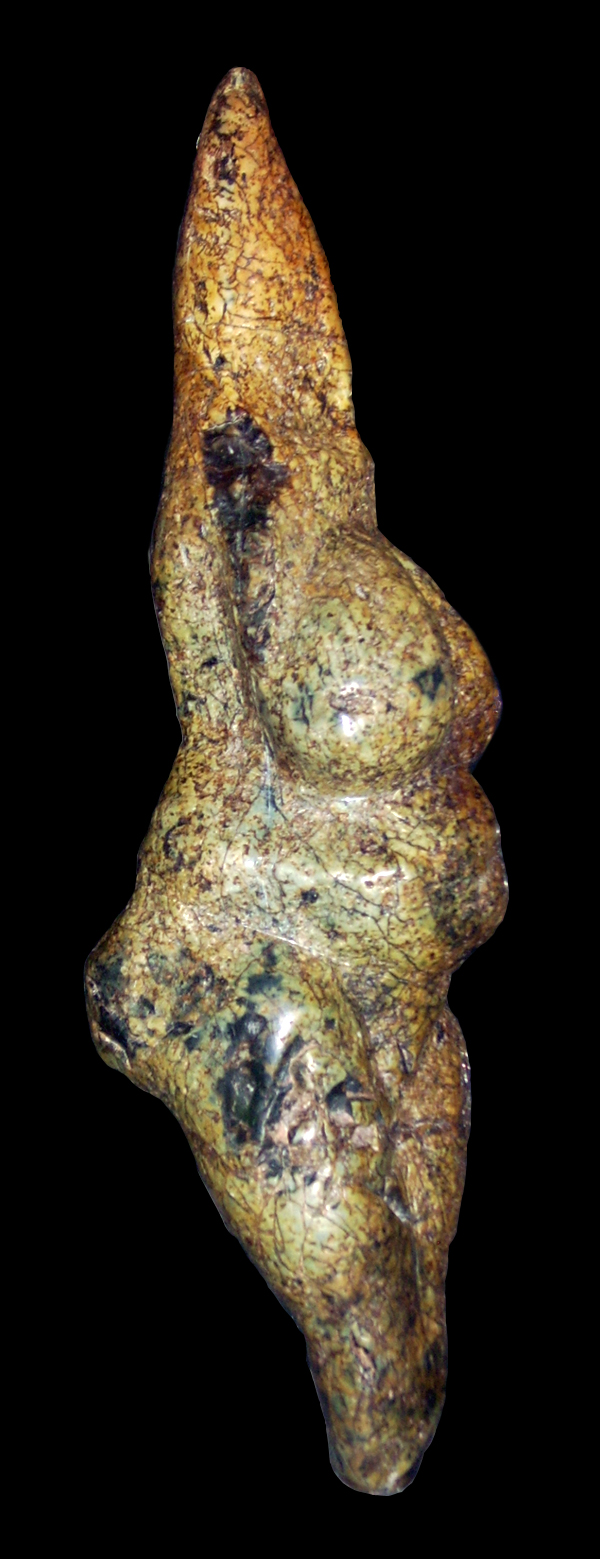
Venus de Savignano, vista de perfil.

## Descripción
Es una de las esculturas más grandes dentro del elenco de venus paleolíticas: mide 225 milímetros de altura, 50 milímetros de anchura y 65 milímetros de grosor; llegando a pesar más de medio kilo, fue tallada en un bloque de serpentina.
La superficie esta bruñida, pero conserva restos del piqueteado de la talla y de pintura ocre. La parte superior no tiene forma de cabeza, sino que podría describirse como el capirote de un penitente de Semana Santa. En lugar de cara tiene una arista vertical, como si la cabeza fuese un prisma piramidal cuya base son los pechos de la mujer. Los brazos son esbozos y recuerdan a los de otras venus, ya que, aunque no se ve claramente, parecen reposar sobre los senos, muy voluminosos y redondeados. El abdomen es estrecho, visto de frente, pero muy prominente visto de perfil. Está erguida con la espalda arqueda, con pliegues adiposos en los riñones y con nalgas abultadas. Carece de pies, ya que la parte inferior es muy afilada y puntiaguda, como si fuese simétrica de la parte superior. Hay pequeñas huellas en el vértice inferior que permiten suponer que fue clavada en el suelo para sostenerla en vertical.
Exposición
La Venus de Savignano forma parte del Museo Pigorini en Roma.